# Liber de arte distillandi de simplicibus

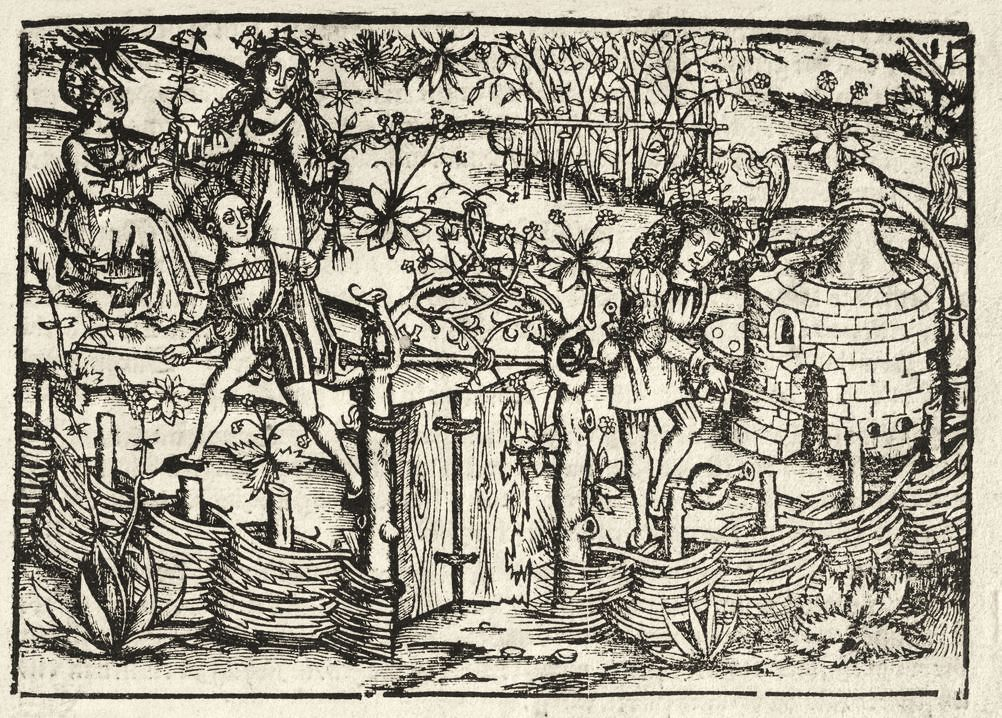
Frontispice de Das Distilierbuch. Récolte de plantes médicinales dans un jardin et distillation à l'alambic

Le Liber de arte distillandi de simplicibus ou  Le Petit Livre de la Distillation (Kleines Destillierbuch), est un manuel de distillation de matières médicales, écrit pour les apothicaires, par Hieronymus Brunschwig. C'est le premier manuel de ce genre à être imprimé en Europe en 1500.
Brunschwig, un apothicaire et chirurgien alsacien, germanophone, concevait la distillation comme une technique de purification des substances végétales ou animales permettant d'en extraire la partie pure, thérapeutiquement efficace, de la partie impure, toxique.
Cet ouvrage donne dans une première partie, une série d'instructions précises pour construire et utiliser tous les ustensiles et les appareils de distillation. Dans une seconde partie, il offre une liste de 305 notices sur les distillats de substances végétales et animales, avec leurs indications thérapeutiques. L'ouvrage est agréablement illustré de planches de xylogravures instructives.
L'œuvre traduite en néerlandais en 1517, en anglais en 1527, en tchèque en 1559, et de multiples fois rééditées, fit autorité pendant tout le XVIe siècle.

## Objectifs
L'ouvrage de Brunschwig, de multiples fois réédité et traduit, marque le début d'une floraison de traités de distillation qui furent publiés durant le siècle qui suivit. Il  inspirera toute une série de recherches semblables comme Coelum philosophorum (1525) de Philipp Ulsted, le Trésor des remèdes secrets (1552) de Conrad Gesner, le Polychymia de Kaspar Wolf (sous le pseudonyme de D. Euchyon) l'ami de Gesner ou Quatre livres des secrets de médecine et de la philosophie chymique  (1573) de Jean Liébault et enfin De distillatione libri IX (1608) de Della Porta.
Brunschwig (1450-1512) indique avoir écrit son ouvrage pour
« à aider les chirurgiens, médecins et apothicaires mais aussi beaucoup de personnes...à apprendre comment distiller de nombreuses herbes pour traiter et guérir beaucoup de maladies et infirmités apparentes ou non / et on doit comprendre que les "eaux" [distillats] sont meilleures que les herbes » (d'après The vertuose boke of distyllacyon, traduction anglaise de 1527 de Kleines Destillierbuch).
Dans cet ouvrage, il fait le point des connaissances de son époque sur les appareils à distiller et indique l'usage qui peut en être fait en pharmacologie,,.
Le Liber de arte distillandi de simplicibus est composé de trois grandes parties (ou livres):
1. appareils et méthodes de distillation
2. liste de distillats médicinaux
3. index des maladies renvoyant aux distillats

Dans la réédition de 1505, le premier livre fut raccourci et le troisième supprimé. Un opuscule de Conrad intitulé Composita et le livre Sur la longévité de Marsile Ficin furent ajoutés par l'éditeur Grüninger.
Dans la présentation ci-dessous, nous nous appuyons sur la traduction anglaise de 1527.

## Appareils et méthodes de distillation

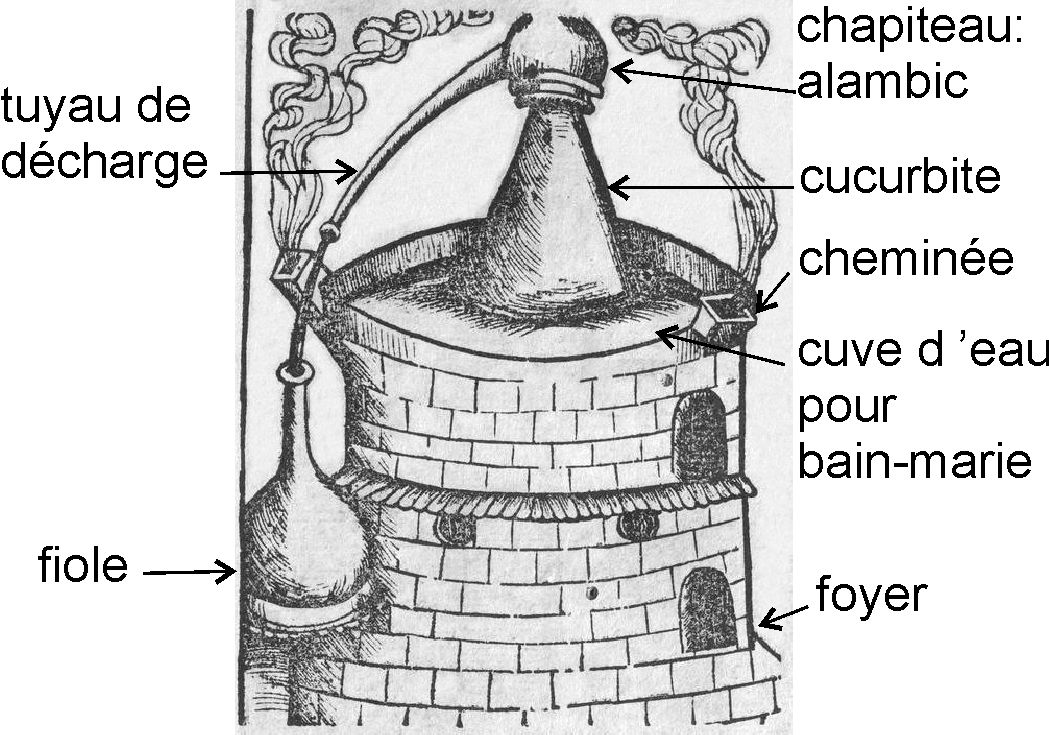
Distillation au bain-marie (Balneum marie). La cucurbite qui repose dans une cuve d'eau, envoie ses vapeurs dans le chapiteau de type alambic pour y être condensées et s'écouler à l'extérieur dans la fiole.

La première partie de l'ouvrage fournit une description détaillée des appareils et des méthodes de distillation. Brunschwig donne une série d'instructions précises pour construire les fourneaux et pour conduire correctement une distillation. Il prend soin de préciser quel type de verre utiliser (de Bohème ou de Venise) capable de supporter le feu. Il donne une liste de récipients et appareils à « distiller ».
Sa description des techniques de « distillation » a de quoi surprendre le lecteur moderne. Car il faut savoir que les alchimistes du XVe siècle se servaient du terme de « distillation » non seulement pour désigner le procédé qu’on appelle aujourd’hui distillation mais aussi pour les procédés de « filtration » et de « circulation », qu’ils interprétaient comme une procédure de purification (souvent accompagnée d'une stillatio « action de tomber goutte à goutte »).
 Pour pratiquer la distillation comme on le fait aujourd’hui, Brunschwig se servait  d'une « chaudière » formée d'un fourneau de briques, comportant un foyer sur lequel il disposait d'un récipient (la cucurbite) rempli du substrat à traiter (des fleurs, des fruits, des œufs, etc. allongés d'eau), surmonté d'un chapiteau (nommé le « rosenhut » ou l’alambic), prolongé par un long tuyau de décharge, délivrant le distillat dans une fiole à long col. Remarquons qu'il emploie
- le terme alambic au sens originel donné par les alchimistes gréco-égyptiens (ambix αμβιξ), à savoir « chapiteau » et
- le terme eau au sens général de « distillat »  (produit liquide distillé, comme l'eau de rose, l'eau florale, l'eau-de-vie...).
Il distingue un grand nombre de distillations qu'il rassemble en deux classes, celles faites sans feu et bon marché et celles faites avec du feu et chères,,. Résumons l'ensemble en gardant le style direct de « livre de recettes » adopté par Brunschwig:

### Distillationssans feu, gratuites
1. par filtration (filtri distilationem): passez une "eau", liqueur, un vin, à travers un filtre, pour purifier les substances troubles. On repasse 10-12 fois dans la journée, jusqu'à ce que la substance soit débarrassée de toute impureté. C'est particulièrement bien pour rectifier l'"eau" distillée avec le feu
2. par la chaleur du soleil (per solis distilationem): placez des fleurs (roses, violettes, etc.) dans un flacon, recouvert d'un autre flacon la tête en bas. Retournez et placez à la chaleur du soleil. Du flacon supérieur contenant les fleurs, s'écoulera la substance distillée en dessous
3. par la chaleur du four à pain (per panis distilationem): placez des fleurs (de roses par ex.) ou des œufs de fourmis dans un flasque de verre, bouchez, couvrez, mettez dans un four avec des pains à cuire. Après  cuisson, si le liquide est trouble, filtrez.
4. par la chaleur du crottin (fimi equi distilationem): placez des fleurs dans un flacon étranglé au milieu, nommé en latin circulatorum, fermez, mettez dans un tas de crottin chaud [en dégradation]. Après un mois, retirez et videz dans un récipient, nommé un pélican, où la liqueur circule de haut en bas. Mettre à nouveau dans le crottin. D'autres "eaux" coûteusement rectifiées, comme l'or potable ou l'eau-de-vie (aqua vite), peuvent aussi être rectifiées ainsi.
5. par la chaleur d'une fourmilière (formice distilationem), placez des fleurs ou du vin dans un flacon fermé dans une fourmilière. Clarifier et versez dans un pélican, placez au soleil ou dans le crottin pour le rectifier. Le vin sera aussi pur que s'il avait été distillé à l'alambic et aura un bon goût et une bonne odeur.

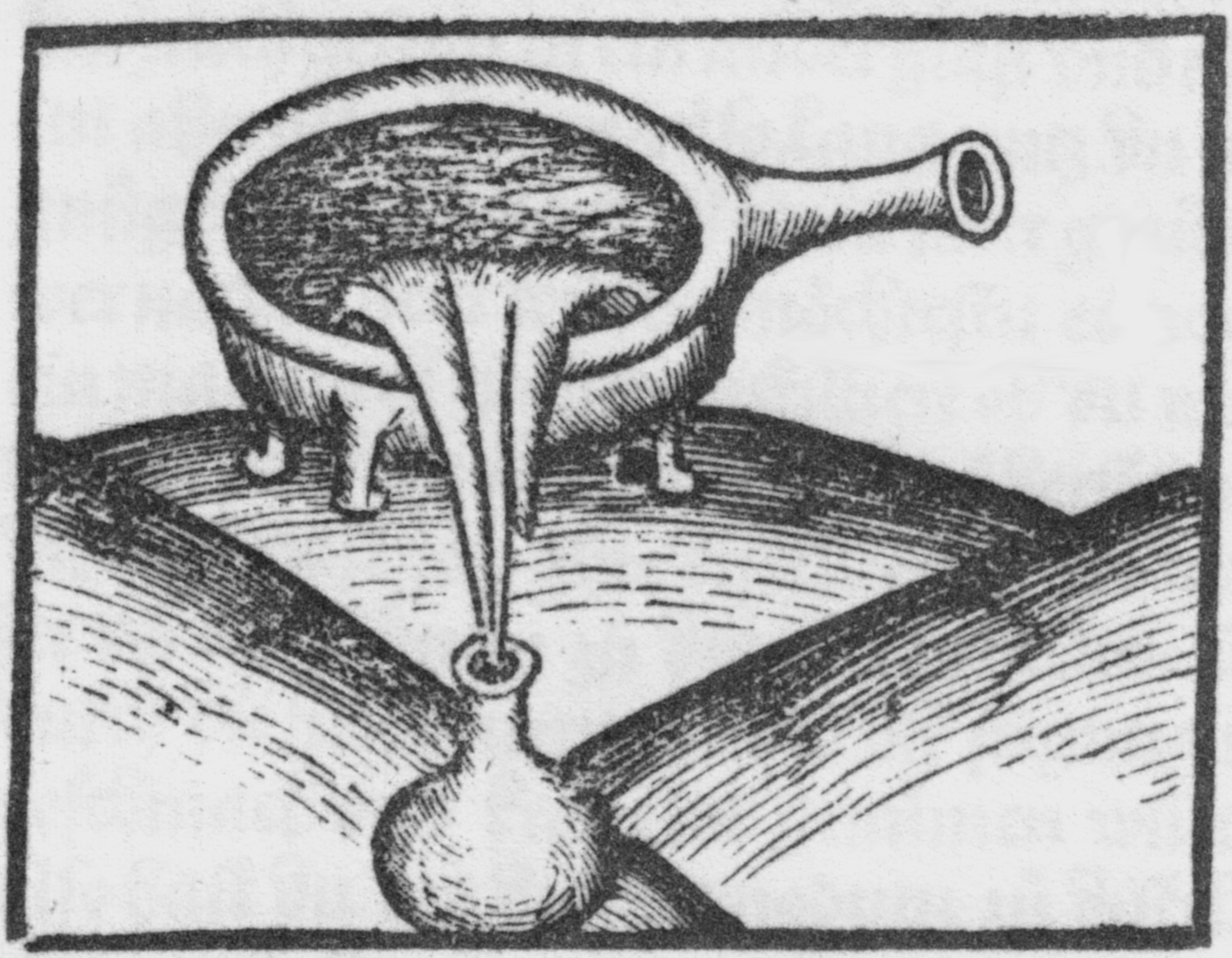
Filtration
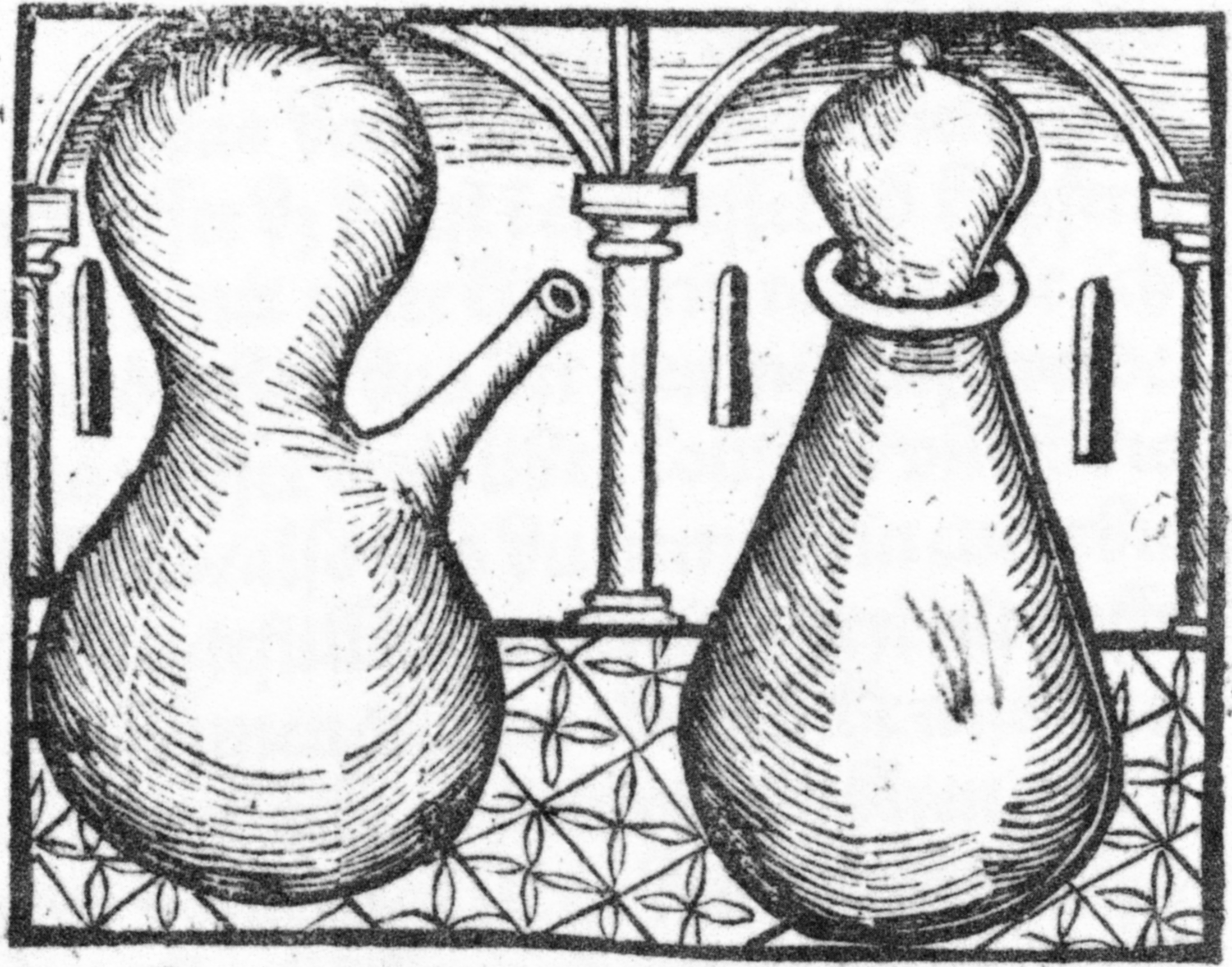
Circulatorum
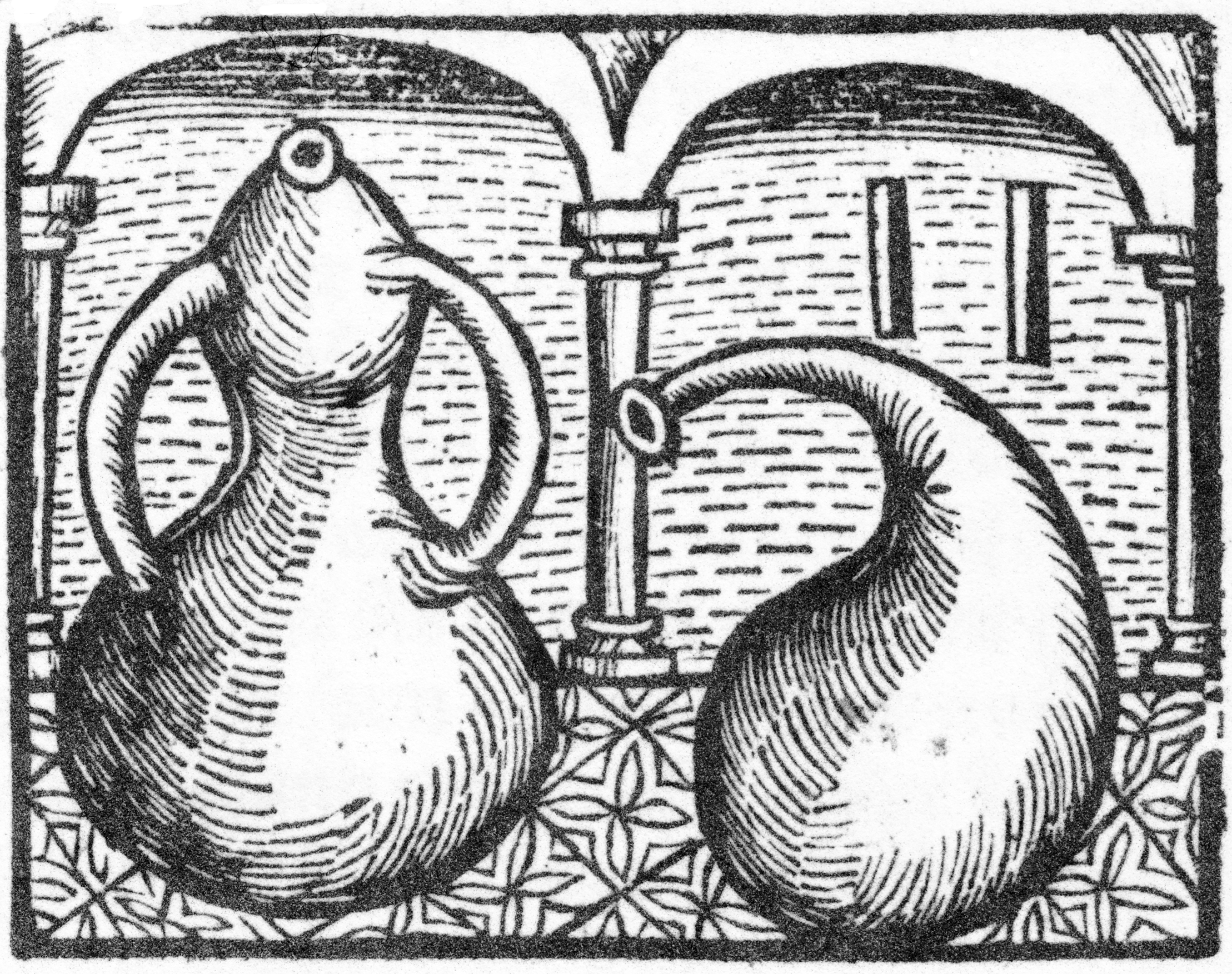
Pélican simple, cornue
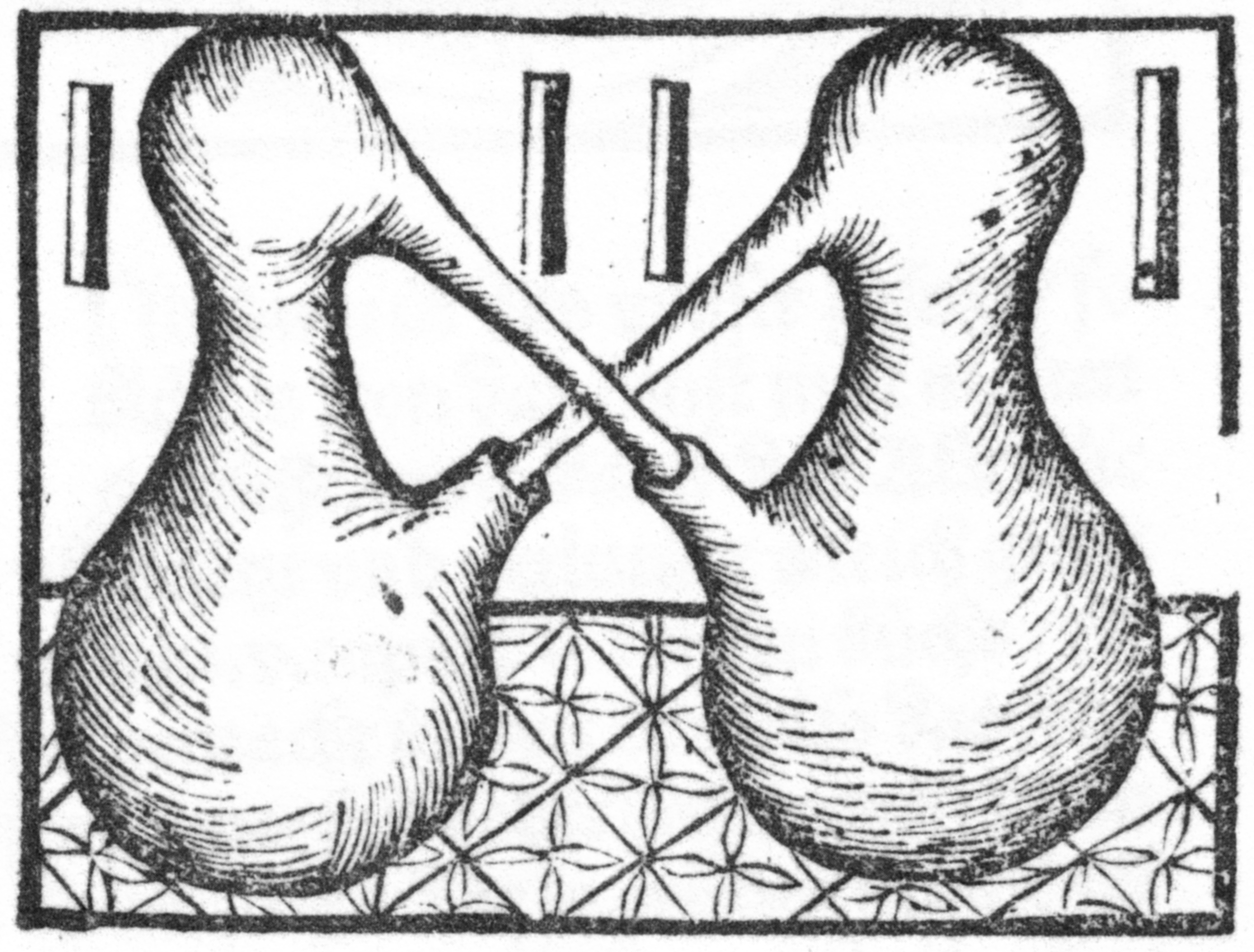
Pélican double

### Distillationsavec le feu, coûteuses
1. au bain-marie à l'eau (distilatio per balneum marie): placez des herbes, fleurs, feuilles et fruits finement hachés dans la cucurbite [n 1]. La mettre au bain-marie dans une cuve d'eau et lestez la avec des anneaux de plomb pour qu'elle ne flotte pas. Après avoir adapté par-dessus le chapiteau en verre (appelé alambic), allumez le feu et chauffer l'eau pour qu'elle soit juste tiède. Le distillat obtenu est très apprécié car il garde l'odeur des plantes et fleurs utilisées.
2. dans les cendres (distilatio per cineres) ou le sable (per arenam): même chose que précédemment, avec la cucurbite mise au bain-marie dans de la cendre ou du sable.
3. par le feu direct (distilatio per ignem): mettez dans la cucurbite les herbes, fleurs et fruits et beaucoup d'eau, placez la sur un tripode directement au-dessus du feu. Elle doit être en verre vénitien et enrobée d'argile, pour supporter la chaleur. On adapte au-dessus d'elle, un chapiteau de type "alambic" avec son tuyau de décharge arrivant dans une fiole. Toutes les jonctions doivent être bien lutées[n 2]. Allumez un bon feu. Disposez un tissu humide, imbibé d'argile, à la base du chapiteau (afin de refroidir et condenser les vapeurs). Voyez comment les gouttes tombent du bec de décharge et augmentez ou diminuez directement le feu en conséquence ou bien jouer sur le tirage de la cheminée. On utilise le feu au charbon. « Ce n'est pas un jeu d'enfant de distiller de l'eau-forte (ou aqua fortis) » car il faut régler au mieux le feu sans faire exploser le verre.
4. par un rosenhut: un fourneau commun pour plusieurs cucurbites avec les chapiteaux coniques de type rosenhut

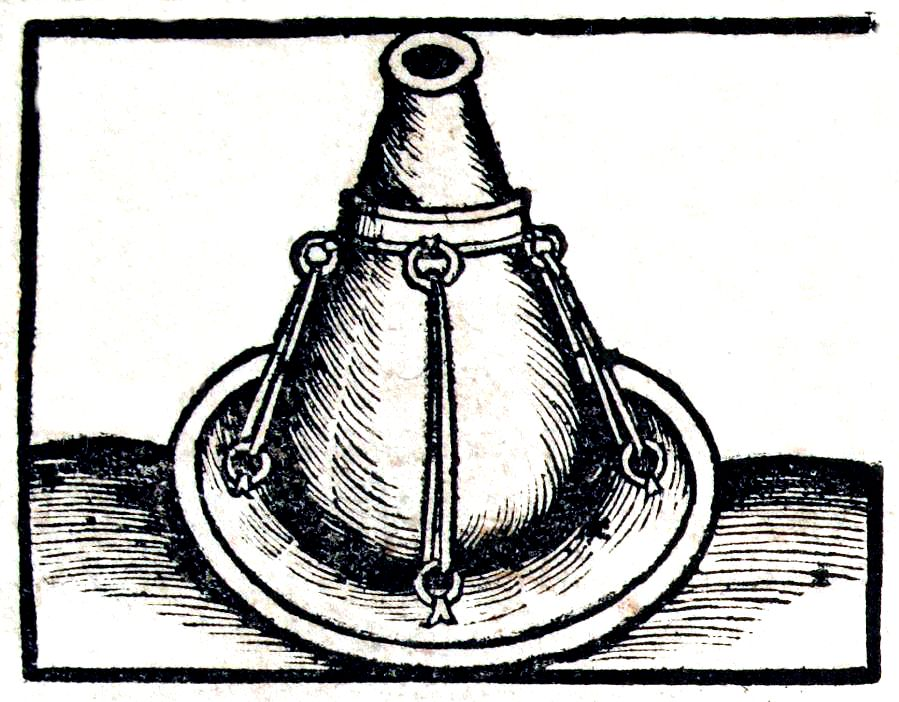
Cucurbite, lestée au plomb, placée au bain-marie
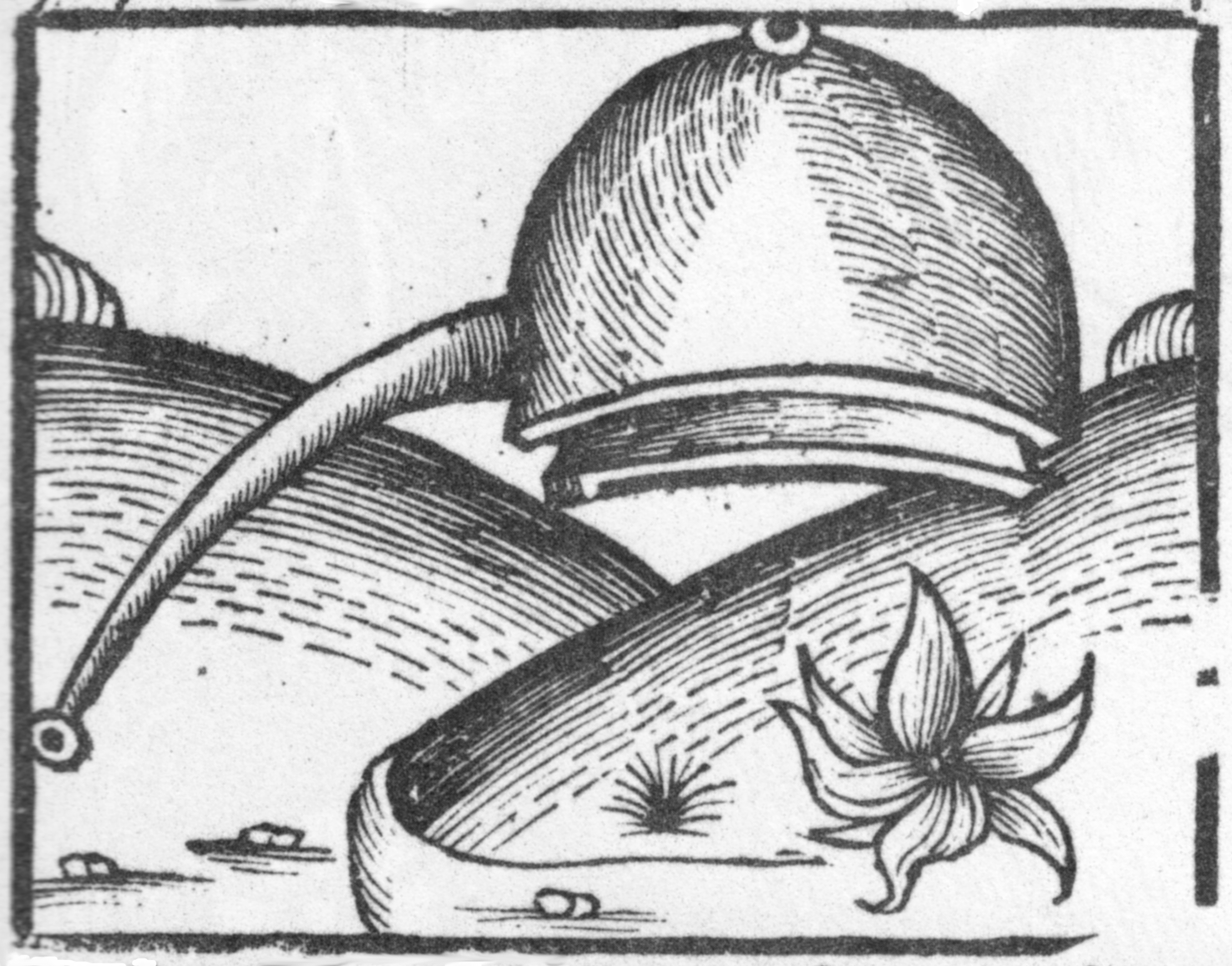
Chapiteau de type "alambic", en verre
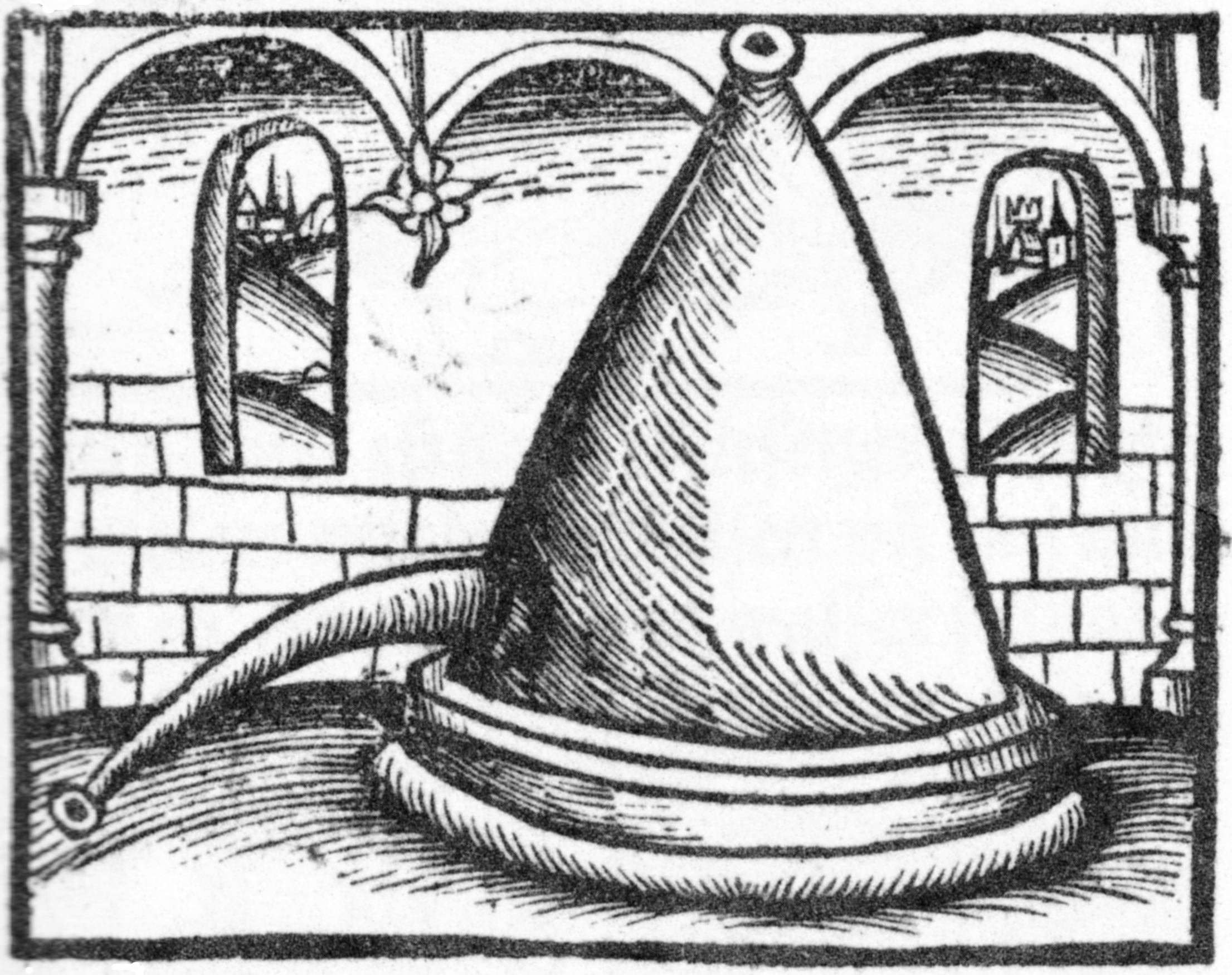
Chapiteau de type "rosenhut", en métal ou terre cuite

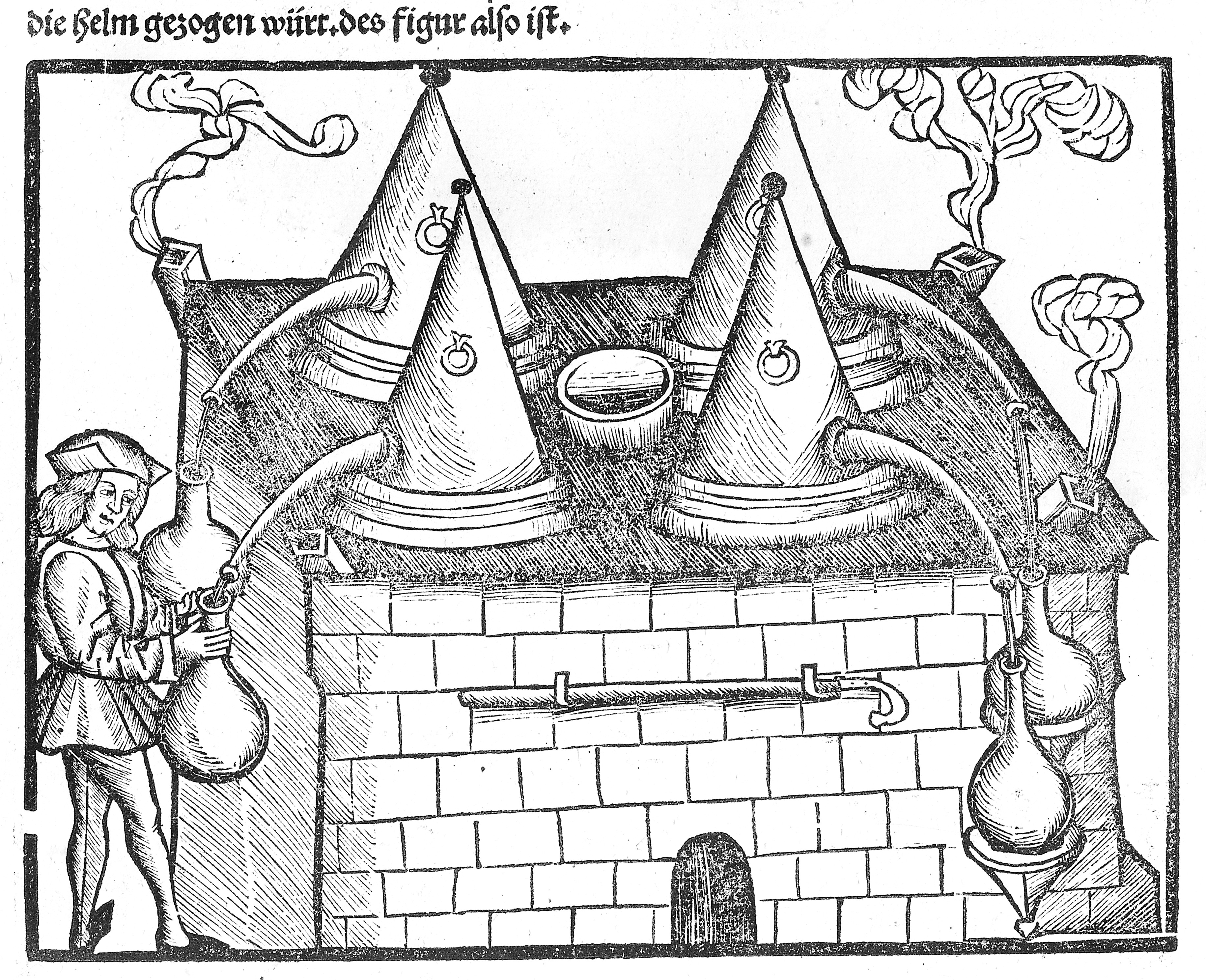
Chaudière à rosenhuts: fourneau pourvu de 4 cheminées aux angles, un tuyau central pour charger le charbon, comportant 4 chapiteaux coniques en cuivre rosenhut (condensant les vapeurs issues de cucurbites non visibles, placées dans de la cendre ou du sable) et les tuyaux de décharge aboutissant dans 4 fioles de récupération des distillats

Le « rosenhut » (chapeau de roses) de forme conique était fabriqué en cuivre, en cuivre étamé, en plomb ou en poterie vernie, c’est-à-dire en matériaux robustes. Simplement refroidi à l'air, il servait à distiller des distillats de matières médicales ou distillats médicinaux, constitués d'un hydrolat avec la présence éventuelle (pour les plantes aromatiques) d'huile essentielle.
L’alambic était fabriqué en verre vénitien ou en verre de Bohême,.  Le système de refroidissement avec un tissu humide reste très archaïque. Brunschwig a présenté un système de refroidissement à l'eau plus élaboré dans le Grand Livre de Distillation.
Aucun système de décantation du distillat n'est présenté, permettant de séparer l'hydrolat de huile essentielle, lorsque celle-ci est présente. L'hydrolat est appelé dans ce cas, une eau florale.
Pour distiller au bain-marie, avec un alambic, Brunschwig recommande un prétraitement des fleurs. Il les met à macérer dans le distillat, obtenu lors d'une distillation antérieure de ces fleurs, et les distille à la chaleur du crottin, dans un circulatorium .
Pour obtenir une eau de plus en plus parfaite, il ne fallait pas se contenter d'une seule distillation mais répéter au contraire l'opération plusieurs fois. La chaleur du soleil appliquée sur les flacons circulatorum ou le « pélican » avec ses canaux de descente rejoignant le bas de l'instrument étaient censé redigérer indéfiniment le produit. Nous savons aujourd'hui que ce genre de procédure ne produit pas l'effet de « rectification des eaux » recherché. Ces considérations théoriques sont manifestement influencées par le livre De consideratione quintae essentiae de Jean de Roquetaillade,,. Le franciscain hanté par l'arrivée de l'Antéchrist pensait qu'il était possible de soustraire l'homme à la corruption grâce à l'usage de la Quintessence, une eau-de-vie indéfiniment redistillée jusqu'à être entièrement débarrassée des quatre éléments. Cette influence sera manifeste dans le second ouvrage de distillation de Brunschwig de 1512, où il cite à plusieurs reprises Roquetaillade.

## Index des maladies
Une liste de maladies listées par ordre « de la tête aux pieds » et de traitements par les distillats présentés dans le livre suivant. Exemple:
| « Contre l'estomac trop froid .xxx B .xlviii Q etc. » |
La notation xxxB envoie au chapitre 30 indication B, à savoir la notice 30 sur la menthe rouge, deuxième indication, notée B (boire réchauffée, pour l'estomac froid). Voir l'exemple de l'ancolie ci-dessous.

## Notices sur les distillats médicinaux
Une liste de 305 monographies sur des substances végétales et animales et leur distillat (eau), classés par ordre alphabétique des noms vernaculaires allemands: Andorn wasser (eau de marrube), Ampfer wasser (eau d'oseille)... jusqu'à Zeitlösen krut wasser (eau de primevère), Zitwanwurtrel wasser, Zaccarum. Les notices botaniques portent essentiellement sur les plantes indigènes, certaines rares (difficiles à se procurer nous dit l'auteur) et chères, comme le romarin, la marjolaine. Elles donnent souvent un synonyme latin, indiquent quelles parties utiliser (racines, tiges, feuilles, fleurs ou fruits), comment les préparer (laver, hacher) et quand et comment procéder pour les distiller. En l'absence de descriptions des plantes, il y a en général une illustration schématique assez instructive; on y discerne si la feuille est simple ou composée (imparipennée, trifoliolée, etc.), si le limbe est entier ou denté, les divers éléments de la fleur sont indiqués ainsi que la forme de l'inflorescence. Brunschwig (aidé par son éditeur Jean Grüninger et ses graveurs), par le soin apporté aux illustrations, est un précurseur des botanistes de la Renaissance qui allaient enfin prendre conscience du besoin de disposer de représentations fidèles des plantes médicinales plutôt que de reproduire inlassablement des gravures traditionnelles fantaisistes. Cette exigence sera satisfaite par les botanistes allemands du XVIe siècle : Otto Brunfels, Jérôme Bock et Leonhart Fuchs (Väter der Botanik).
La plus grosse portion de la notice concerne les indications thérapeutiques. Elles sont tirées en partie des sources traditionnelles gréco-latines (Dioscoride…), en partie des sources contemporaines populaires. Beaucoup des indications énumérées par Brunschwig sont tirées de manuscrits contemporains du XVe siècle,,,. Le Büchlein von den ausgebrannten Wässern, attribué au médecin viennois Michael Puff, est complètement incorporé au Liber de arte distillandi de simplicibus..
Il s'inspire aussi par exemple du Gart der Gesundheit du médecin herboriste Johannes de Cuba qui préconise des remèdes à base de plantes dans la tradition galénique. L'éditeur Grüninger reprendra d'ailleurs certaines xylographies utilisée pour l'Hortus sanitatis (1491/97) pour illustrer l'ouvrage de 1500 de Brunschwig.
Prenons l'exemple de la notice sur l'ancolie
| « Eau d'ancolie, Aquilegia en latin. Distillez l'herbe médicinale avec sa tige, hachées ensemble, à l'époque de la floraison. (A) Prendre l'eau d'ancolie, une once et demi ou deux onces, est bon pour l'empoisonnement. (B) L'eau d'ancolie est bonne à prendre matin et soir, à raison d'une once, pour les maux d'estomac. (C)...(D)... (F) L'eau d'ancolie est bonne pour ceux qui sont très faibles et qui n'ont pas de forces et ne savent ce qu'ils ont... » (Vert. B.[1]) |
Les différentes indications sont repérées par une lettre majuscule (A, B, ...). Parfois le nombre d'indications peut dépasser la trentaine (31 pour la camomille) ou la quarantaine (46  pour le grand plantain).
Brunshwig distille un grand nombre de plantes herbacées communes (marrube, oseille, aigremoine, ancolie, mandragore, iris, menthe pouliot, camomille allemande, orties, etc.), de feuilles ou bourgeons d'arbres (chêne, frêne, aulne etc.), des fougères et  champignons, mais aussi des substances animales (sang d'homme, de canard, d'âne, sang et foie de veau, bouse de vache, etc., lait de chèvre, œufs de fourmis, des grenouilles, du miel, etc.).

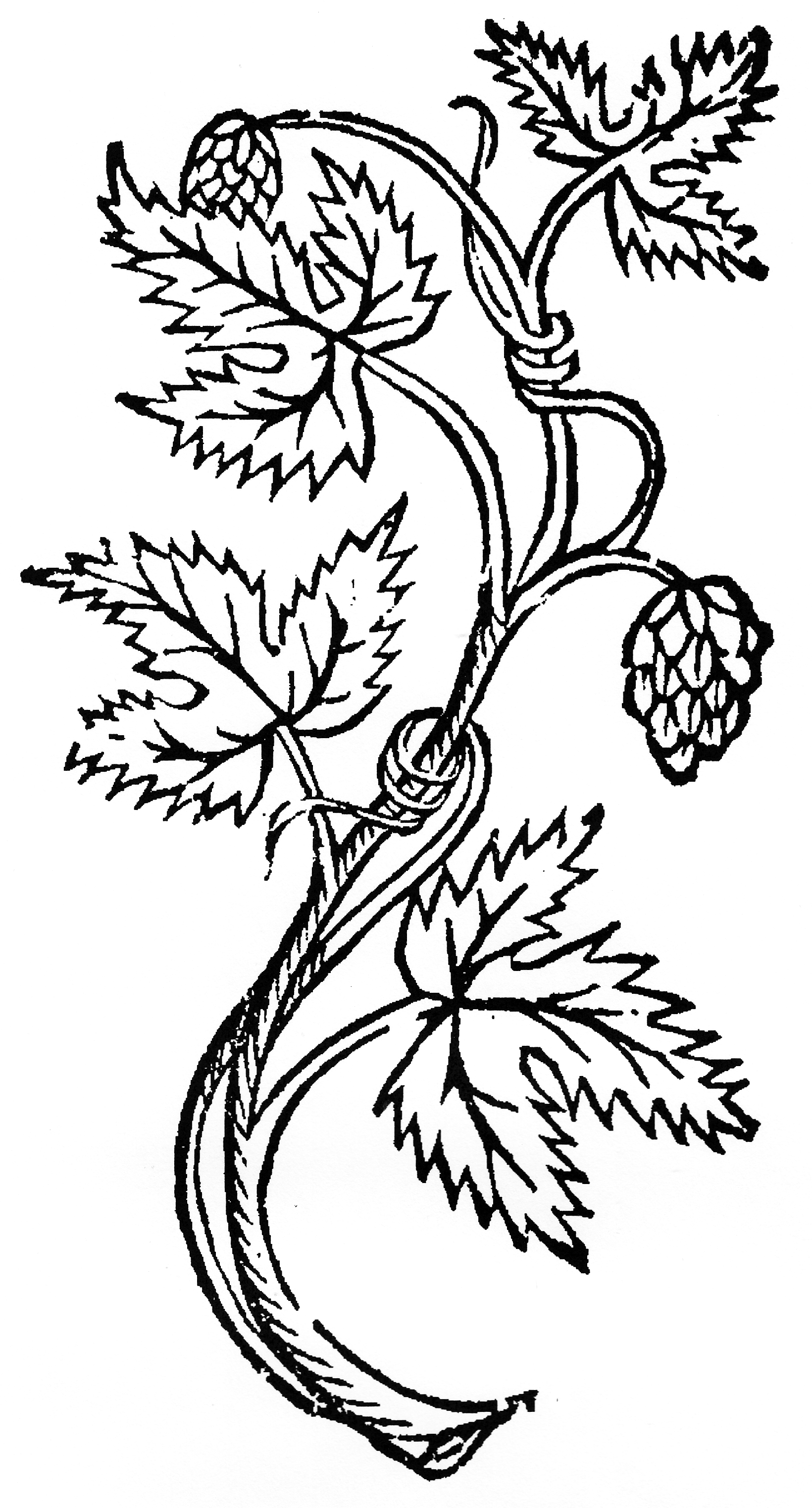
Houblon
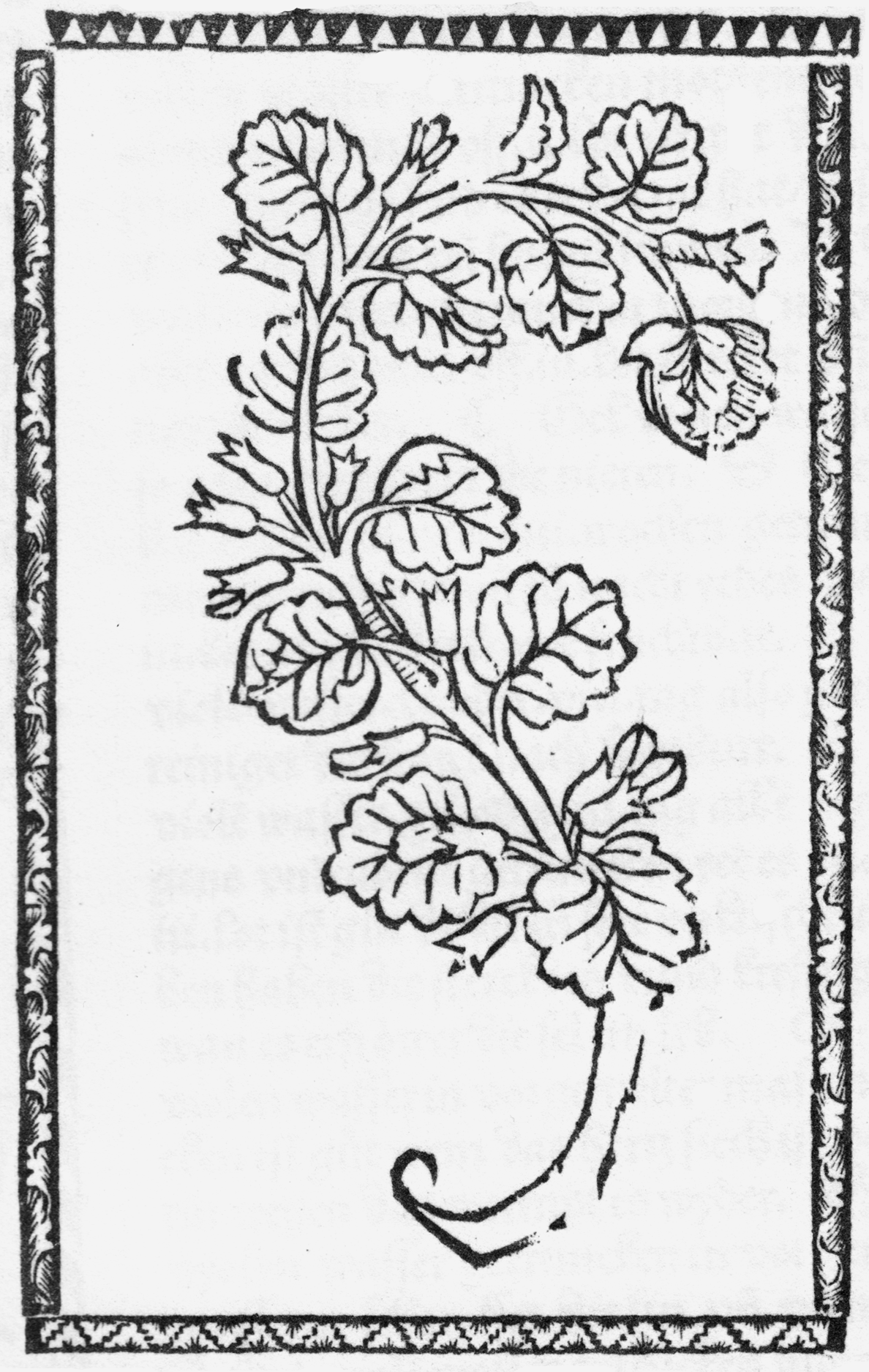
Lierre terrestre
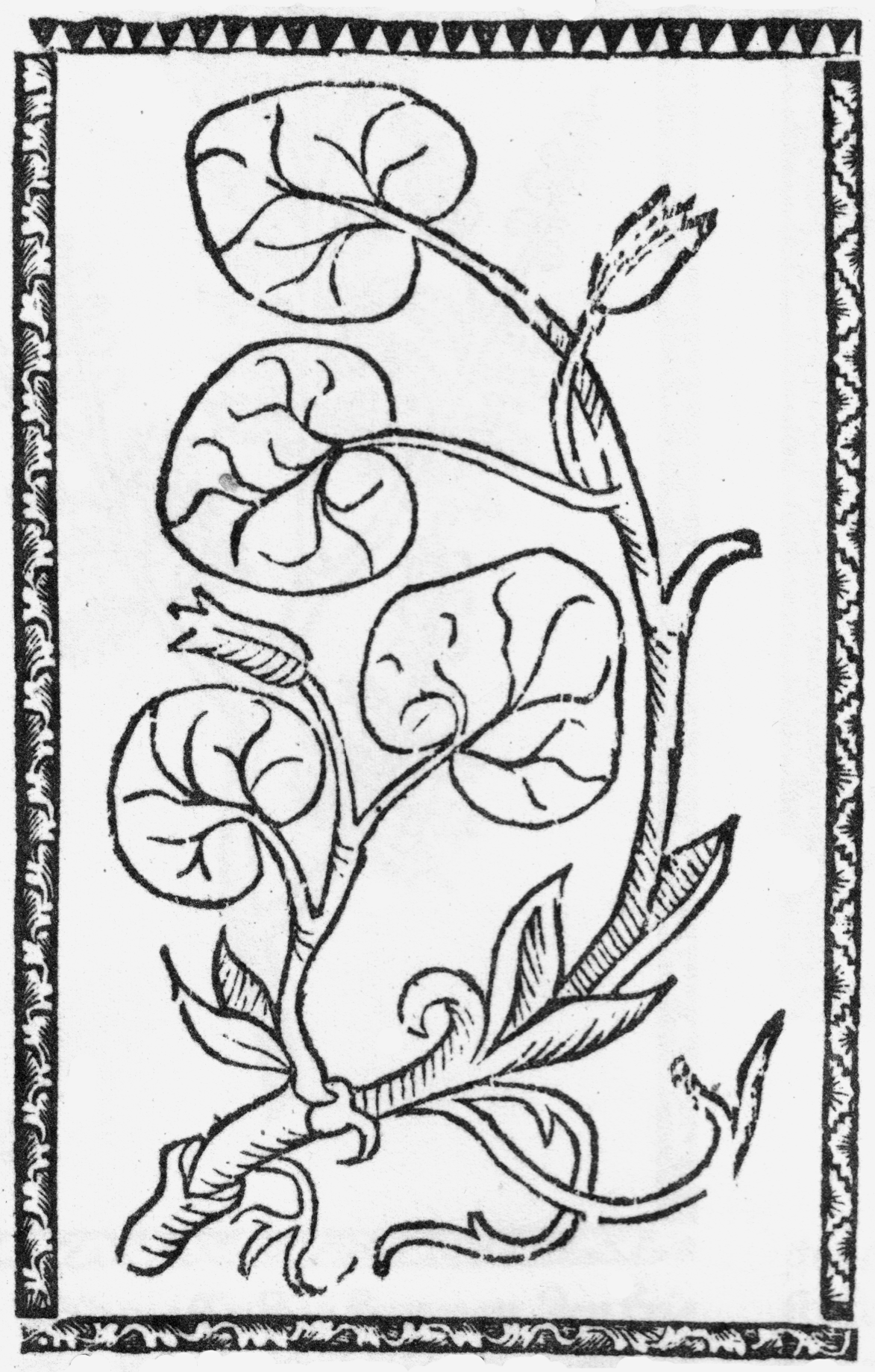
Asaret

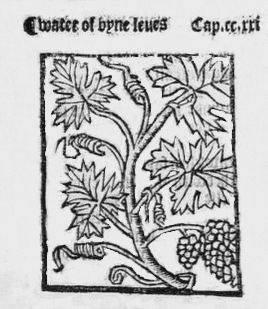
Vigne illustrant la notice distillat de feuilles de vigne (chap. 221)

Brunschwig propose deux notices pour la vigne (vitis) : le jus de la vigne et les feuilles de vigne. Dans la première notice, il dit  « Le jus de la vigne doit être récolté dans un verre début avril quand la vigne est taillée et [doit être] distillé par bain-marie ». Le « jus de la vigne » n'est donc pas le vin mais la sève qui coule au printemps des sarments qui ont été taillés (les pleurs dit-on). Il ne propose donc pas de distiller le vin pour faire de l'eau-de-vie - d'ailleurs on peut se demander si ses appareils de distillation le permettaient (tels que présentés en 1500). Dans  un addendum à la fin de l'ouvrage, rajouté dans l'édition anglaise de 1527, on trouve une description des propriétés mirifiques des eaux-de-vie et de l'eau de Damas.
Il est surprenant de constater que les nombreuses notices sur les plantes aromatiques (lavande, menthe, sauge, mélisse etc.), ne mentionnent pas la présence de substance aromatique, non miscible, surnageant à la surface du distillat, qui après décantation donne une huile essentielle. Pour l'eau de rose, Brunschwig discute de la couleur des roses mais n'indique pas la présence de substances d'aspect huileux. La seule exception concerne la notice sur le romarin qui mentionne en passant, au cours d'une très longue liste d'indications, une « huile fabriquée avec ses fleurs » qui a les vertus d'un baume.
Actuellement, on distingue eau de rose / essence de rose, ou eau de lavande / huile essentielle de lavande, etc. Le produit obtenu par la distillation de plantes aromatiques mises à macérer dans de l'eau (ou hydrodistillation), est un liquide constitué de substances huileuses (non miscibles à l'eau) remontant à la surface et d'une phase aqueuse (l'hydrolat). Leur séparation (dans un vase florentin) donne l'huile essentielle (en surface) et de l'eau florale (l'hydrolat en dessous).
L'absence de distinction hydrolat/substance huileuse que ne faisait pas le terme eau, n'était pas faite non plus par les distillateurs arabes de l'eau de rose. L'agronome andalou du XIIe siècle Ibn al-Awam décrit précisément diverses techniques de distillation de l'eau de rose, donne de nombreux conseils pour obtenir une eau de rose de qualité, mais ne mentionne pas la décantation.

## Addendum
Dans un chapitre ajouté à la fin de son ouvrage de la traduction anglaise de 1527 (mais que l'on ne retrouve pas dans la réédition en allemand de 1521), Brunschwig rajoute quelques considérations sur l'eau-de-vie et sur l'eau de Damas. À cette époque, l'eau-de-vie n'est qu'un remède. Découvert par les apothicaires et les chirurgiens au XIIe siècle, son emploi médical restera marginal durant longtemps. 
Tous les distillats donnés par Brunschwig étaient fabriqués à partir d'une seule matière médicale (une seule plante par exemple). Ici, il donne une recette de distillation d'un assemblage complexe de plantes.
| « Eau de Damas Prendre la lavande en fleur, du romarin, du thym, du cyprès, des feuilles de l aurier, du houx brun, ... des feuilles de noyer, de chacun une pleine main. Les broyer ensemble dans un mortier, mettre dans un récipient propre, rajoutez une pinte d'eau de rose, un quart de vin blanc, fermez, laisser macérer 3-4 jours, distillez l'ensemble... » (The vertuose boke of distyllacyon[1]) |
Puis on verse de ce distillat sur les plantes dans la cucurbite et on ajoute de nombreuses épices (clous de girofle, cannelle, macis, noix de muscade, safran, musc, spicanard, ambre et éventuellement camphre). Puis « Bien mélanger et distillez jusqu'à ce que le gras vienne, comme de l'huile, puis mettez à part votre "eau" et gardez la bien. Faite un grand feu et distillez en l'huile, et recupérez dans une fiole » .
C'est le seul endroit dans le texte, où Brunschwig indique mettre à part les huiles essentielles. Il termine en indiquant que cette huile développe une odeur supérieure à toutes les huiles et qu'elle est merveilleusement bonne, dépassant toutes les huiles souveraines contre diverses maladies.
Brunschwig fait aussi un éloge appuyé de l'eau-de-vie à laquelle il attribue un nombre considérable d'indications et de propriétés thérapeutiques:
| « L’eau-de-vie (aqua vitae) est généralement nommée la mère de tous les remèdes. Elle soulage les maux attrapés par le froid. Elle réconforte et assure une bonne mémoire...On doit comprendre que 5 à 6 gouttes le matin à jeun avec une cuillère de vin, en faisant comme ceci, les humeurs mauvaises ne peuvent pas blesser le corps car elle les extrait des veines. Elle réconforte le cœur et rend joyeux. Elle guérit toute blessure ancienne ou nouvelle au niveau de la tête causée par le froid, quand on en frotte la tête et qu'un peu est pris en bouche et bu. Quand on la boit, elle donne bon teint et si on s'en frotte la tête, dans l'espace de vingt jours, elle guérit la calvitie et fait pousser les cheveux, détruit poux et puces...Elle soulage le mal de dents et donne bonne haleine quand on la guarde longtemps en bouche & elle guérit les dents cariées. Elle guérit les ulcères dans la bouche, sur les lèvres, la langue, si on la garde longtemps en bouche. Elle allège la langue lourde et libère la parole...Elle favorise la digestion et stimule l'appétit et prévient les éructations. Elle tire les vents hors du corps et est bonne contre les maux d'estomac...Elle guérit les fièvres tierces et quartes quand on la boit une heure avant. Elle guérit les piqures venimeuse et les morsures de chien enragé et les plaies fétides qui sont lavées avec elle. » (The vertuose boke of distyllacyon[1], non paginé) |
Brunschwig indique qu'il existe aussi une aqua vite composita qui est produite par la distillation de vin fort dans lequel on a fait macérer des épices ou des herbes médicinales. On utilise la chaudière à chapiteau rosenhut qui sert à distiller l'eau de rose. Cette eau-de-vie est aussi dotée de nombreuses vertus.
Jusqu'à la Renaissance, l'eau-de-vie n'est qu'un remède. Elle ne commencera à devenir une boisson récréative en Europe occidentale qu'au XVIIe siècle.
Brunschwig emprunte beaucoup de ses idées sur la distillation et la quintessence au moine franciscain Rupescissa.